# KSCI
KSCI（前稱LA18 或洛城18台）是一個位於美國加州洛杉磯的無線電視台，1977年開播，隸屬美國WRNN-TV Associates，是一家專注於電視購物的電視台。在2021年6月之前曾播出多民族节目，其訊號覆蓋範圍為南加州的大洛杉磯及聖迭戈地區。

## 歷史

### 1960年
洛杉磯的第18頻道分配以前由KCHU-TV佔用，該電視台已獲得許可，並於1962年8月1日播出，然後於1964年6月停播。該電台歸聖貝納迪諾所有 太陽電報。 KSCI於1977年6月30日在空中籤約，在西洛杉磯的工作室運營，但仍在聖貝納迪諾獲得許可，它成為超驗冥想運動擁有的非營利組織（呼號代表瑪赫西·馬赫什瑜伽士的理論“創造性智能科學”）。 該電台與TM名人一起播放新聞故事、預先錄製的講座和綜藝節目，KSCI的目標是報導“只有好消息”； 姐妹站計劃在舊金山和華盛頓特區。車站經理是好萊塢導演理查德弗萊舍的兒子馬克弗萊舍。

## 數碼頻道
| 頻道號 | 節目類型            |
| ------ | ------------------- |
| 18.1   | Shop LC電視購物頻道 |
| 18.2   | SBS韓語頻道         |
| 18.3   | MBC韓語頻道         |
| 18.4   | YTN韓語頻道         |

## 外部連結
- 官方網站 （页面存档备份，存于）
- 洛杉磯時報關於LA18停播中文節目的報道 （页面存档备份，存于）

1. ↑  . 30 May 2021  [2022-07-31]. （原始内容存档于2022-07-31）.